# Melanocypha snellemanni
Melanocypha snellemanni is een libellensoort uit de familie van de Chlorocyphidae (Juweeljuffers), onderorde juffers (Zygoptera).
De wetenschappelijke naam van de soort is voor het eerst geldig gepubliceerd in 1879 door Albarda in Selys.